# Pallacanestro alla XXVI Universiade - Torneo maschile
Il torneo di pallacanestro della XXVI Universiade si è svolto a Shenzhen, Cina, dal 13 al 22 agosto 2011. Al torneo hanno partecipato 23 squadre

## Classifica finale
| -       | Paese               | Formazione |
| ------- | ------------------- | --- |
| Oro     | Serbia              | Serbia universitariaJeremić, Ljubičić, Živanović, Lešić, Dimić, Birčević, Bunić, Lučić, Drča, Cvetinović, Dragović, Štimac, All. Luka Pavićević           |
| Argento | Canada              | Jones · Yu · Desmarais · Harrison · Baker · Lieffers · Ward · Hobin · Hinz · Bakovic · Phillip · Klassen                                                  |
| Bronzo  | Lituania            | Lituania universitariaKadzevičius, Sapiega, Matulionis, Ežerskis, Stanionis, Gvezdauskas, Pečiukevičius, Kupšas, Valukonis, Žylė, Jucikas, Orelik, All. - |
| 4       | Russia              | |
| 5       | Stati Uniti         | |
| 6       | Germania            | Germania universitariaHeyden, Barth, Doreth, Spoeler, Simon, Tadda, Vargas, Fassler, Seiferth, Lischka, Wohlfarth-Bottermann, Schmidt, All. -             |
| 7       | Finlandia           | Finlandia universitariaNiemi, Pounds, Ahonen, Kanervo, Ojala, Nikkarinen, Toivonen, Nuutinen, Heinonen, Nenonen, Lindbom, Vanttaja, All. -                |
| 8       | Romania             | Romania universitariaMandache, Boian, Paliciuc, Andrei, Popescu, Moldoveanu, Santa, Gutoaia, Tibirna, Orbeanu, Nicoara, Lazar, All. Dan Calancea          |
| 9       | Ucraina             | |
| 10      | Turchia             | |
| 11      | Rep. Ceca           | |
| 12      | Giappone            | |
| 13      | Brasile             | |
| 14      | Israele             | Israele universitariaEytan, Daniel, Reis, Pitsnon, Simhon, Bet Yosef, Eyal Shulman, Shoutvin, Harush, Jared Mintz, Jassar, Karni, All. -                  |
| 15      | Australia           | |
| 16      | Messico             | |
| 17      | Corea del Sud       | |
| 18      | Cina                | |
| 19      | Ungheria            | |
| 20      | Emirati Arabi Uniti | |
| 21      | Nuova Zelanda       | |
| 22      | Hong Kong           | |
| 23      | Filippine           | |